# Rak przełyku
Rak przełyku (łac. carcinoma oesophagi) – nowotwór złośliwy przełyku, wywodzący się z nabłonka płaskiego – rak płaskonabłonkowy (carcinoma planoepitheliale), lub gruczołowego – rak gruczołowy (adenocarcinoma). Jego najczęstszym objawem jest dysfagia. Rozpoznanie stawia się na podstawie badania wycinków pobranych podczas endoskopii. Leczenie opiera się głównie na chirurgii (w przypadku zaawansowanych nowotworów również chemioterapii i radioterapii). Rokowanie jest złe.

## Epidemiologia
Zapadalność: 3,4/100000/rok. Rocznie rozpoznaje się w Polsce około 1300 przypadków raka przełyku. Częściej chorują mężczyźni, prawie wyłącznie po 40. roku życia. Dynamizm wzrostu zachorowalności na gruczolakoraka przełyku jest największy spośród wszystkich rodzajów raka u ludzi (związane jest to ze wzrastającą częstością występowania przełyku Barreta).

## Etiopatogeneza
Rozwój raka przełyku jest spowodowany zaburzeniami kontroli proliferacji i różnicowania oraz apoptozy komórkowej. Dochodzi do mutacji w obrębie genów supresorowych, takich jak: p53, p21, p14, p16, a także onkogenów – Bcl-1.

### Czynniki ryzyka
Czynniki etiologiczne:
- palenie papierosów oraz fajki wodnej
- alkohol
- gorące napoje
- otyłość zwiększa ryzyko gruczolakoraka 4-krotnie[1]
- niski status socjoekonomiczny[2]
- refluks żołądkowo-przełykowy
- rak głowy i szyi w wywiadzie
- stan po radioterapii śródpiersia
- nitrozoaminy
- aflatoksyna
- orzeszki betelu
- wirusy brodawczaka ludzkiego (HPV-16[3])

Stany przedrakowe:
- przełyk Barretta
- wieloletnia achalazja
- oparzenia przełyku
- modzelowatość
- zespół Plummera-Vinsona

Endoskopowy obraz przełyku Barretta

- zwężenia pozapalne i po oparzeniach
- brodawczak płaskonabłonkowy

Największym czynnikiem ryzyka gruczolakoraka przełyku jest przełyk Barretta.

## Postaci
- Rak płaskonabłonkowy – najczęstszy (85%)
- Gruczolakorak – zachorowalność wzrasta
- Rak śluzowonaskórkowy
- Rak torbielowatogruczołowy

Dwa ostatnie spotykane są bardzo rzadko.
Rzadkie są także inne typy histologiczne raka przełyku: rak płaskonabłonkowy bazaloidny, rak wrzecionowatokomórkowy, rak płaskonabłonkowy brodawkowaty.

## Objawy
Najczęściej:
- dysfagia
- zmniejszenie masy ciała
- odynofagia

Rzadziej:
- duszność
- kaszel
- chrypka
- ból zamostkowy promieniujący do pleców
- czkawka

Powiększenie nadobojczykowych i szyjnych węzłów chłonnych świadczy o znacznym zaawansowaniu procesu chorobowego.

### Umiejscowienie
Najczęściej w obrębie 3 fizjologicznych przewężeń:
- przy wejściu do przełyku w miejscu zespolenia z gardłem – 15%
- w miejscu rozwidlenia tchawicy – 50%
- przy przejściu przez rozwór przepony – 35%

### Powikłania
Przetoka przełykowo-tchawicza

Objawy:
- kaszel
- gorączka
- zapalenie płuc

## Rozpoznanie

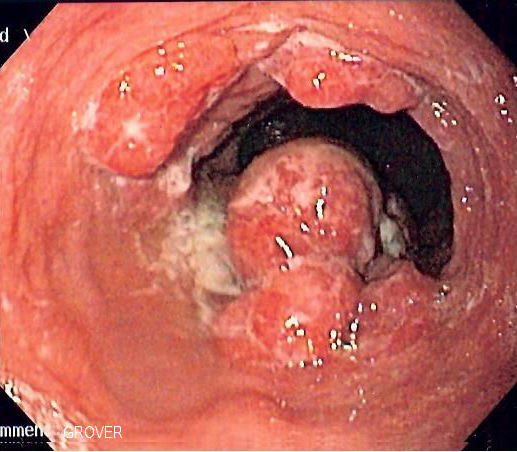
Endoskopowy obraz gruczolakoraka przełyku

Na podstawie badania endoskopowego i oceny histopatologicznej pobranego wycinka.
W celu ustalenia stopnia zaawansowania choroby należy wykonać następujące badania:
- bronchoskopię – ustalenie stopnia ucisku na tchawicę lub oskrzela
- PET – ocena miejscowego zaawansowania i przerzutów.

### Badania pomocnicze
- badanie radiologiczne przełyku po podaniu kontrastu – może wykazać owrzodzenia lub zwężenia przełyku
- endoskopia – umożliwia wykrycie zmiany płaskiej w ścianie przełyku, owrzodzenia, guza wpuklającego się do światła przełyku, usztywnienia ściany spowodowanego naciekiem lub zwężenia przełyku.
- tomografia komputerowa – diagnostyka przerzutów odległych i określenie stopnia zaawansowania choroby
- endosonografia (EUS) – ocena głębokości penetracji raka w obrębie przełyku i sąsiadujących struktur, a także zajęcie regionalnych węzłów chłonnych. Umożliwia także wykonanie celowanej biopsji cienkoigłowej węzła chłonnego.
- markery nowotworowe (CEA, CA 19-9, CA 125) – mała czułość i swoistość. Mogą być przydatne w monitorowaniu nawrotów.

### Różnicowanie
Inne przyczyny dysfagii (patrz odpowiedni rozdział).

## Klasyfikacja TNM
| N – okoliczne węzły chłonne |                                                   |
| N0                          | regionalne węzły chłonne bez przerzutów nowotworu |
| N1                          | zajęty okoliczny węzeł chłonny                    |

| M – przerzuty odległe | |
| M0                    | nie stwierdza się przerzutów odległych |
| M1a                   | stwierdza się przerzuty do węzłów chłonnych szyjnych w raku górnej połowy przełyku lub do węzłów chłonnych pnia trzewnego w raku dolnej połowy przełyku |
| M1b                   | inne odległe przerzuty |

### Stopień zaawansowania
| Stopień 0   | Tis     | N0      | M0  |
| Stopień I   | T1      | N0      | M0  |
| Stopień IIA | T2-3    | N0      | M0  |
| Stopień IIB | T1-2    | N1      | M0  |
| Stopień III | T3      | N1      | M0  |
| Stopień III | T4      | każde N | M0  |
| Stopień IVA | każde T | każde N | M1a |
| Stopień IVB | każde T | każde N | M1b |

## Leczenie

### Leczenie radykalne
Kwalifikują się do niego tylko chorzy bez przerzutów. Wybór metody zależy od stopnia zaawansowania choroby:
- T1 N0 M0 – wstępna operacja lub wstępna chemioterapia (stosuje się 5-fluorouracyl i cisplatynę)
- T4 N1 M0 – nowotwór nieoperacyjny, wstępna chemioradioterapia
- T2/3 N0 M0/1a – wstępna operacja + terapia adiuwantowa; wstępna chemioradioterapia; chemoradioterapia neoadiuwantowa z późniejszą operacją

Podstawową metodą operacyjną w leczeniu raka przełyku jest jego całkowite lub subtotalne wycięcie wraz z okolicznymi węzłami chłonnymi. Ciągłość przewodu pokarmowego odtwarza się przez przemieszczenie żołądka do klatki piersiowej lub wytworzenia wstawki z jelita.

### Leczenie paliatywne
Metody:
- radiochemioterapia
- elektrokoagulacja
- terapia laserowa
- koagulacja argonowa

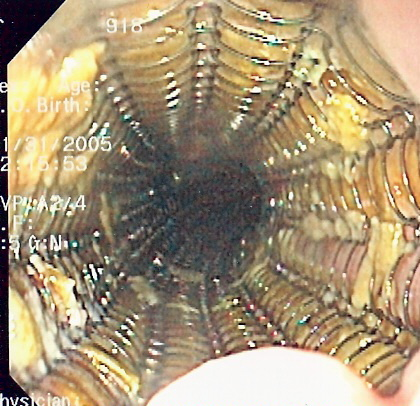
Samorozprężalny metalowy stent zastosowany w paliatywnym leczeniu raka przełyku – obraz endoskopowy

- terapia fotodynamiczna – 72 h po podaniu substancji uczulającej na światło (np. hematoporfiryny) stosuje się napromienianie guza laserem. Wcześniejsze podanie fotouczulacza prowadzi do powstania wolnych rodników w guzie. Powodują one destrukcję błony komórkowej, śmierć komórki i martwicę guza.
- protezowanie przełyku
- gastrostomia

Leczenie ma na celu zminimalizowanie objawów i poprawę jakości życia pacjentów z nieoperacyjnym rakiem przełyku.

## Rokowanie
| Stopień | 5-letnie przeżycie |
| ------- | ------------------ |
| 0       | >95%               |
| I       | 50-80%             |
| IIA     | 30-40%             |
| IIB     | 10-30%             |
| III     | 10-15%             |
| IVA     | <5%                |
| IVB     | <1%                |

W większości przypadków rozpoznanie raka przełyku następuje w stadium zaawansowanym, dlatego średni odsetek przeżyć wynosi 5-10%.

## Profilaktyka
Przede wszystkim opiera się na modyfikacji stylu życia:
- leczenie otyłości
- zaprzestanie palenia tytoniu
- spożywanie świeżych owoców i warzyw.

Regularne badania endoskopowe chorych ze zwiększonym ryzykiem zachorowania.

## Klasyfikacja ICD10
| kod ICD10     | nazwa choroby                   |
| ------------- | ------------------------------- |
| ICD-10: C15   | Rak przełyku                    |
| ICD-10: C15.0 | Szyjna część przełyku           |
| ICD-10: C15.1 | Piersiowa część przełyku        |
| ICD-10: C15.2 | Brzuszna część przełyku         |
| ICD-10: C15.3 | Górna trzecia część przełyku    |
| ICD-10: C15.4 | Środkowa trzecia część przełyku |
| ICD-10: C15.5 | Dolna trzecia część przełyku    |
| ICD-10: C15.9 | Przełyk, nieokreślony           |